# Jennifer Jones
Jennifer Jones, nome artístico de Phylis Lee Isley (Tulsa, 2 de março de 1919 – Malibu, 17 de dezembro de 2009), foi uma atriz estadunidense. Ao todo, ela estrelou em mais de duas dúzias de filmes, contracenando com atores como William Holden, Joseph Cotten e Gregory Peck.
Jones ganhou o Oscar de melhor atriz por seu papel em A Canção de Bernadette (1943), e foi indicada ao prêmio outras três vezes por: Um Amor em Cada Vida (1945), o épico de faroeste Duelo ao Sol (1946), e Suplício de uma Saudade (1955). Ela também foi indicada como melhor atriz coadjuvante por Desde que Partiste (1944), no qual estrelou com seu primeiro marido, Robert Walker.

## Vida antes da fama
Jones nasceu como Phylis Lee Isley em Tulsa, Oklahoma. Seus pais eram Flora Mae (nome de solteira: Suber) e Phillip Ross Isley. Seus pais viajavam pelo Meio-Oeste com uma barraca de show de talentos da qual eram donos e gerentes. Jones estudou na Faculdade Monte Cassino Junior em Tulsa e na Universidade Northwestern, em Illinois, onde foi membro da irmandade Kappa Alpha Theta antes de se transferir para a Academia Americana de Artes Dramáticas em Nova Iorque em 1938. Foi lá que ela conheceu e se apaixonou pelo colega Robert Walker. Os dois se casaram em 2 de janeiro de 1939.
Eles retornaram para Tulsa para participarem de um programa de rádio de 13 semanas arranjado pelo pai dela e, em seguida, para Hollywood. Jennifer, ainda como Phylis Isley, conseguiu dois papéis pequenos, primeiro no western de 1939 New Frontier, estrelado por John Wayne, e em seguida em Dick Tracy's G-Men, um seriado de 15 capítulos de curta-metragem. Em seguida, ela fracassou em um teste para a Paramount Pictures e decidiu voltar para Nova Iorque.

## Carreira
Enquanto Walker conseguiu trabalho em vários programas de rádio, Phylis arrumou um emprego de meio-período como modelo de chapéus para a agência de John Robert Powers, enquanto buscava possíveis trabalhos cênicos. Quando descobriu que estavam sendo realizados testes para o papel principal em Claudia, peça teatral de Rose Franken de grande êxito, ela se apresentou ao escritório do produtor David O. Selznick em Nova Iorque, mas acabou desabando em lágrimas após ter achado que sua interpretação estava péssima. Selznick, entretanto, ficou impressionado o suficiente para mandar sua secretária chamá-la de volta. Após uma entrevista, assinou um contrato de sete anos com ele.

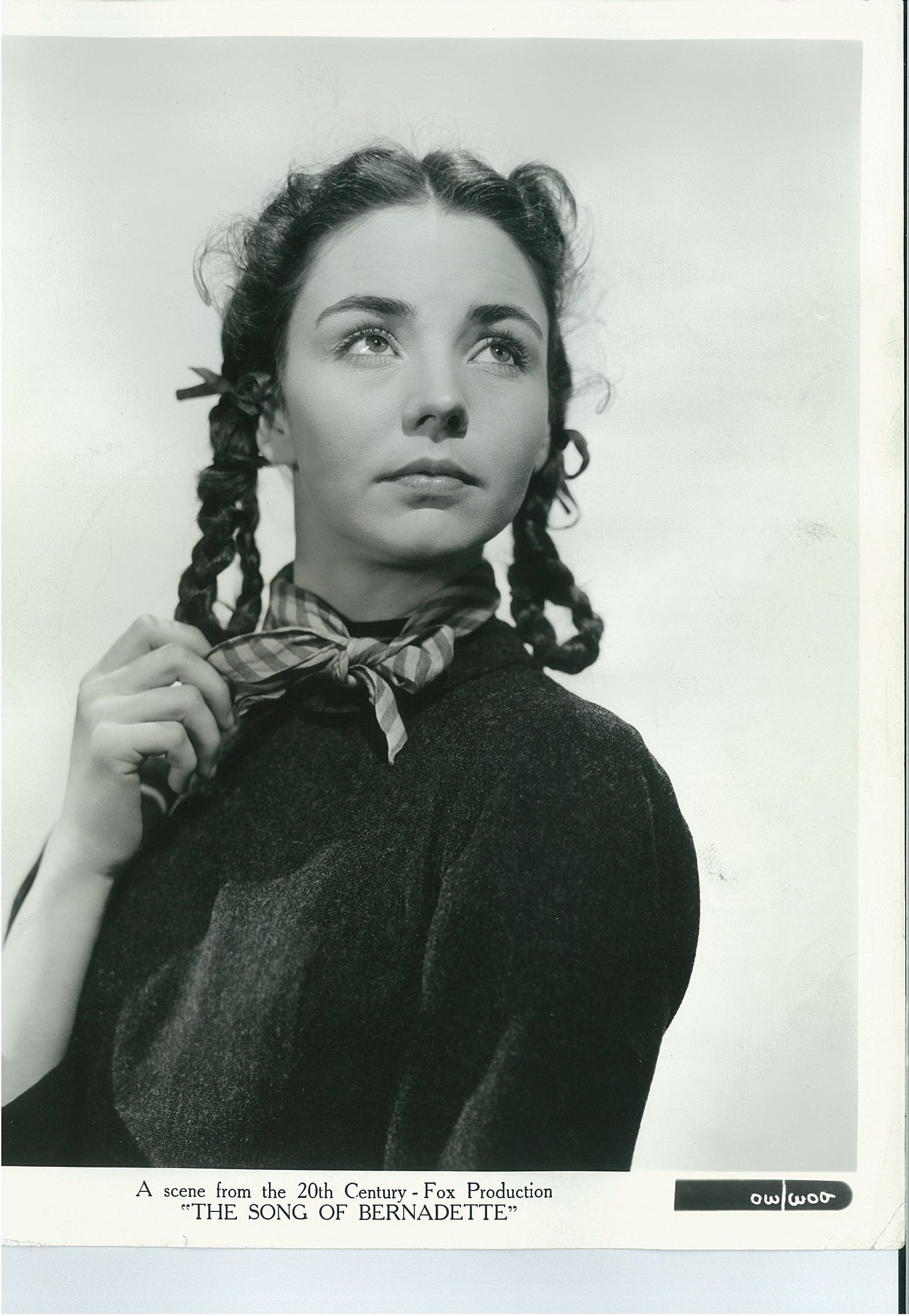
Jennifer Jones caracterizada como Bernadette Soubirous, sua personagem no filme A canção de Bernadette ("The Song of Bernadette", 1943).

Phylis foi cuidadosamente preparada para o estrelato, recebendo um nome artístico: Jennifer Jones. O diretor Henry King ficou impressionado com o teste dela para o papel de Bernadette Soubirous em The Song of Bernadette (1943). Ela acabou ganhando o papel, cobiçado por centenas de candidatas. Em 2 de março de 1944, data de seu vigésimo quinto aniversário, Jones recebeu o Oscar de melhor atriz por sua performance no filme. Naquele mesmo ano, a atriz Ingrid Bergman, de quem Jennifer era amiga, também havia sido indicada ao prêmio pelo desempenho em For Whom the Bell Tolls. Jennifer pediu desculpas a Bergman, que respondeu: "Não, Jennifer. Sua Bernadette foi melhor do que a minha Maria". No ano seguinte, Bergman receberia a estatueta de melhor atriz por Gaslight das mãos da amiga.
Durante as duas décadas seguintes, Jennifer apareceria em uma gama de papéis escolhidos por Selznick. Sua beleza profunda e natureza sensível agradou ao público e ela interpretaria uma gama variada de personagens. Sua imagem inicial de santa — como mostrada em seu primeiro papel principal — iria se contrastar, três anos mais tarde, com sua personagem birracial no polêmico Duel in the Sun, produzido e escrito por Selznick. Entre outros papéis notáveis de sua carreira estão os filmes Since You Went Away (1944), pelo qual foi indicada ao Oscar de melhor Atriz (coadjuvante/secundária), Love Letters (1945), que lhe rendeu sua segunda indicação ao Oscar de melhor atriz, Cluny Brown (1946), Portrait of Jennie (1948), Madame Bovary (1949), Carrie (1952), Ruby Gentry (1952), Indiscretion of an American Wife (1953), Beat the Devil (1953), Good Morning Miss Dove (1955), The Man in the Gray Flannel Suit (1956) e A Farewell to Arms (1957). Em 1955 recebeu sua última indicação ao Oscar de melhor atriz por seu papel como uma médica euroasiática em Love is a Many-Splendored Thing (1955). Ela contracenou, neste período, com atores como Charles Boyer, Joseph Cotten, Gregory Peck, John Garfield, Charlton Heston, Laurence Olivier, Montgomery Clift, Humphrey Bogart, William Holden, Robert Stack, John Gielgud, Rock Hudson e Jason Robards.
Seu último papel no cinema foi no filme catástrofe The Towering Inferno de 1974, no qual teve a oportunidade de dançar com Fred Astaire. A cena de sua morte foi a mais simpática de todos os personagens. Ela estava ajudando duas crianças a escapar do incêndio, quando sua personagem cai de uma altura de cerca de 110 andares do elevador que estava evacuando os frequentadores da festa de inauguração do prédio. Sua performance marcante lhe redeu a indicação ao Globo de Ouro de melhor Atriz (coadjuvante/secundária) em cinema. As primeiras cenas do filme mostraram pinturas doadas à produção pela galeria de arte de Norton Simon, seu então marido.

## Vida pessoal

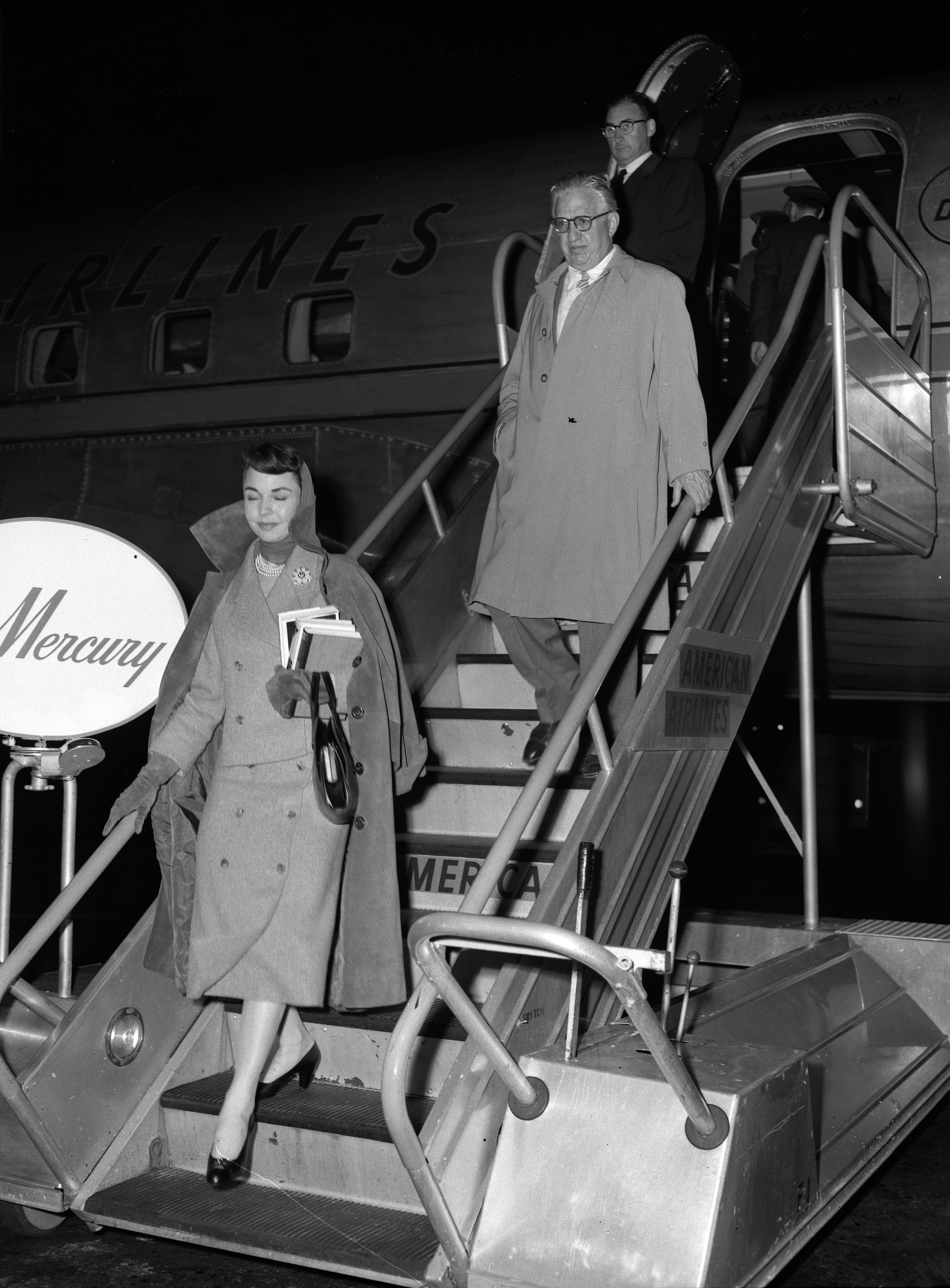
Jennifer Jones e seu segundo marido, o produtor David O. Selznick, aterrissando em Los Angeles em 1957.

O primeiro casamento de Jennifer produziu dois filhos: Robert Walker, Jr. (n. 15 de abril de 1940) e Michael Walker (13 de abril de 1941 – 27 de dezembro de 2007). Ambos se tornariam atores. Jennifer tinha um caso com o produtor David O. Selznick, o que a fez se separar de Walker em novembro de 1943; o divórcio veio em junho de 1945. Walker morreu aos 32 anos de idade, em 1951, de problemas respiratórios. Nem Jennifer nem os dois filhos do casal compareceram ao funeral.
Jennifer se casou com Selznick em 13 de julho de 1949. A união duraria até a morte dele, em 22 de junho de 1965. Após a morte do segundo marido, Jennifer considerou se aposentar da carreira de atriz. De acordo com a mídia, Jennifer teria tentado se suicidar pulando de um penhasco em novembro de 1967; ela foi hospitalizada em estado de coma, mas acabou se recuperando. A filha do casal, Mary Jennifer Selznick (1954–1976), cometeu suicídio pulando da janela do vigésimo andar de um prédio em 11 de maio de 1976. Isto levou Jennifer a se interessar por questões relacionadas à saúde mental.
Em 29 de maio de 1971, Jennifer se casou com o industrial multimilionário, colecionador de arte e filantropista Norton Simon, cujo filho Robert havia cometido suicídio em 1969. Anos antes, Simon havia tentado comprar o retrato dela utilizado no filme Portrait of Jennie. Simon conheceu Jennifer numa festa dada pelo também industrial e colecionador de arte Walter Annenberg. Norton Simon morreu em junho de 1993. Jennifer era administradora emérita do Museu Norton Simon em Pasadena.
Jennifer era uma sobrevivente do câncer de mama. A atriz Susan Strasberg, que morreria da doença em 1999, então casada com o ator Christopher Jones, nomeou sua filha de Jennifer Robin Jones, em homenagem à atriz.

## Falecimento
Jennifer aproveitou uma aposentadoria tranquila no Sul da Califórnia ao lado de seu filho. Não dava entrevistas e raramente aparecia em público. Morreu de causas naturais em sua casa em 17 de dezembro de 2009, aos 90 anos de idade.  Encontra-se sepultada no Forest Lawn Memorial Park (Glendale), Glendale, Los Angeles, nos Estados Unidos.

## Filmografia
- 1974 - The Towering Inferno
- 1969 - Angel, Angel, Down We Go
- 1966 - The Idol
- 1962 - Tender Is the Night
- 1957 - A Farewell to Arms
- 1957 - The Barretts of Wimpole Street
- 1956 - The Man in the Gray Flannel Suit
- 1955 - Good Morning, Miss Dove

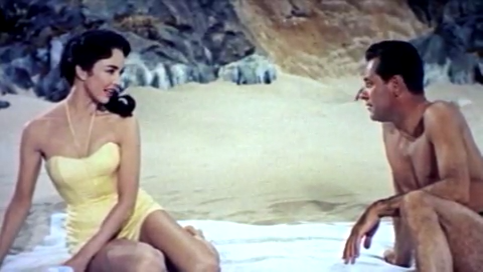
Jones contracenando com William Holden em Suplício de uma saudade ("Love Is a Many-Splendored Thing", 1955).

- 1955 - Love Is a Many-Splendored Thing
- 1953 - Beat the Devil
- 1953 - Stazione Termini
- 1952 - Ruby Gentry
- 1952 - Carrie
- 1952 - The Wild Heart
- 1950 - Gone to Earth
- 1949 - Madame Bovary
- 1949 - We Were Strangers
- 1948 - Portrait of Jennie
- 1946 - Duel in the Sun
- 1946 - Cluny Brown
- 1946 - American Creed
- 1945 - Love Letters
- 1944 - Since You Went Away
- 1943 - The Song of Bernadette
- 1939 - Dick Tracy's G-Men
- 1939 - The Streets of New York (TV)
- 1939 - New Frontier

## Prêmios e Indicações

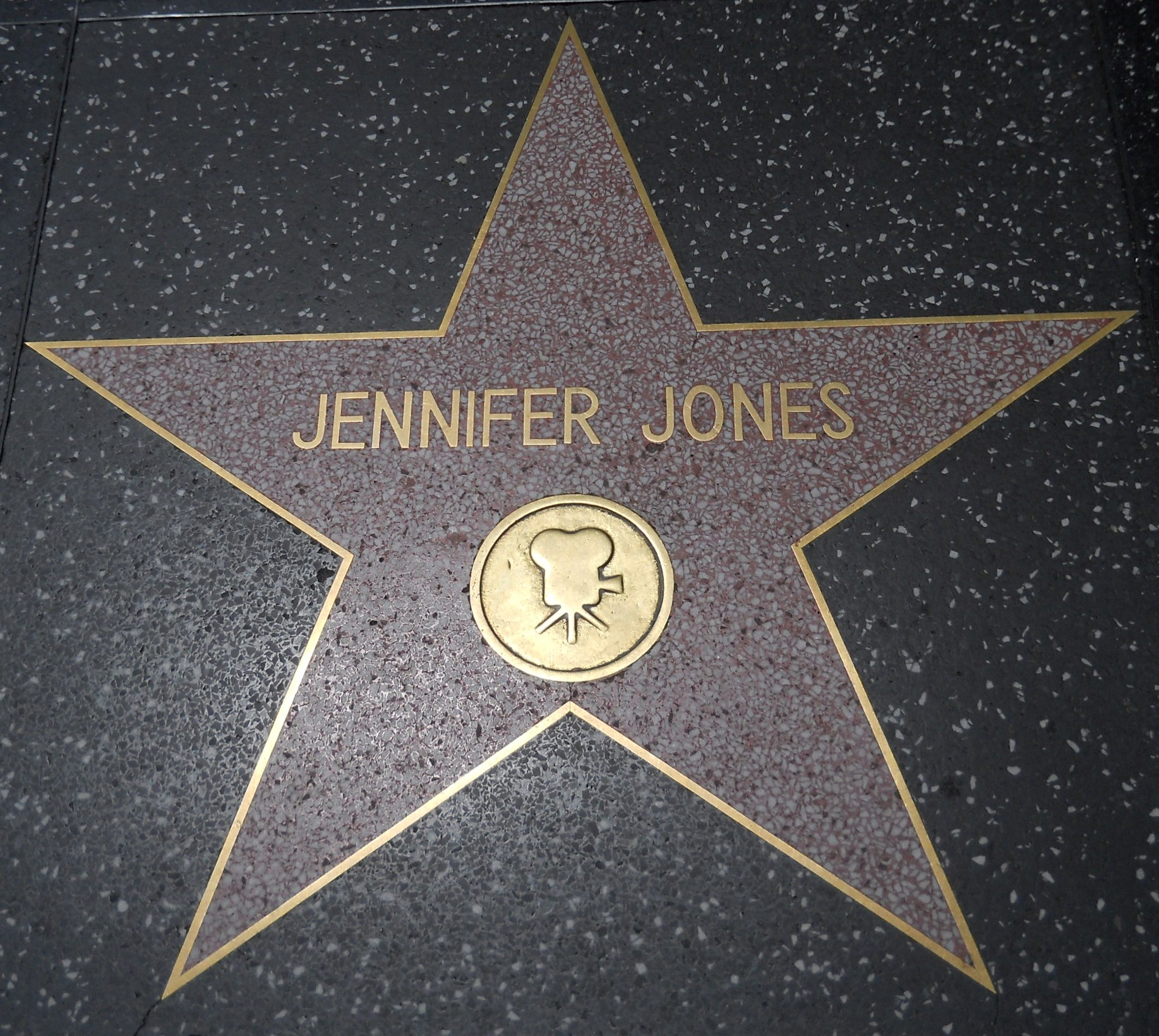
Estrela de Jennifer Jones na Calçada da Fama de Hollywood (número 6429 da Hollywood Blvd).

#### Oscar
| Ano  | Categoria                | Indicação                       | Notas    |
| ---- | ------------------------ | ------------------------------- | -------- |
| 1944 | Melhor Atriz             | The Song of Bernadette          | Venceu   |
| 1945 | Melhor Atriz Coadjuvante | Since You Went Away             | Indicado |
| 1946 | Melhor Atriz             | Love Letters                    | Indicado |
| 1947 | Melhor Atriz             | Duel in the Sun                 | Indicado |
| 1955 | Melhor Atriz             | Love Is a Many-Splendored Thing | Indicado |

#### Globo de Ouro
| Ano  | Categoria                          | Indicação              | Notas    |
| ---- | ---------------------------------- | ---------------------- | -------- |
| 1944 | Melhor Atriz em Cinema - Drama     | The Song of Bernadette | Venceu   |
| 1974 | Melhor Atriz Coadjuvante em Cinema | The Towering Inferno   | Indicado |